# شامبوريشر
شامبوريشر، (بالإنجليزية: Champorcher)‏، (آربيتان: Tsamportsé)، «حقل بورسيوس» مضاء في منطقة وادي أوستا، في شمال غرب إيطاليا، المدينة الرئيسية في وادي شامبوريشر.

## السكان
في سنة 1861 بلغ عدد السكان 1٬200 نسمة، وتطور العدد ليصل في سنة 2011 لـ 398 نسمة.
يظهر هذا المخطط البياني تطور النمو السكاني لـ شامبوريشر